# Lijst van sedimentaire bekkens in Colombia
Geologisch is Colombia onderverdeeld in 21 sedimentaire bekkens:
- Llanos-bekken
- Putumayo-Caguán-bekken
- Vaupés-Amazonas-bekken
- Valle Superior del Magdalena-bekken - VSM
- Valle Medio del Magdalena-bekken - VMM
- Valle Inferior del Magdalena-bekken - VIM
- Cauca-Patia-bekken
- Tumaco-bekken
- Tumaco Marino-bekken
- Chocó-bekken
- Chocó Marino-bekken
- Pacífico-bekken
- Pacífico Marino-bekken
- Uraba-bekken
- Uraba Marino-bekken
- Sinú-bekken
- Sinú Marino-bekken
- La Guajira-bekken
- La Guajira Marino-bekken
- Cesar-Ranchería-bekken
- Catatumbo-bekken